# Roland Grapow

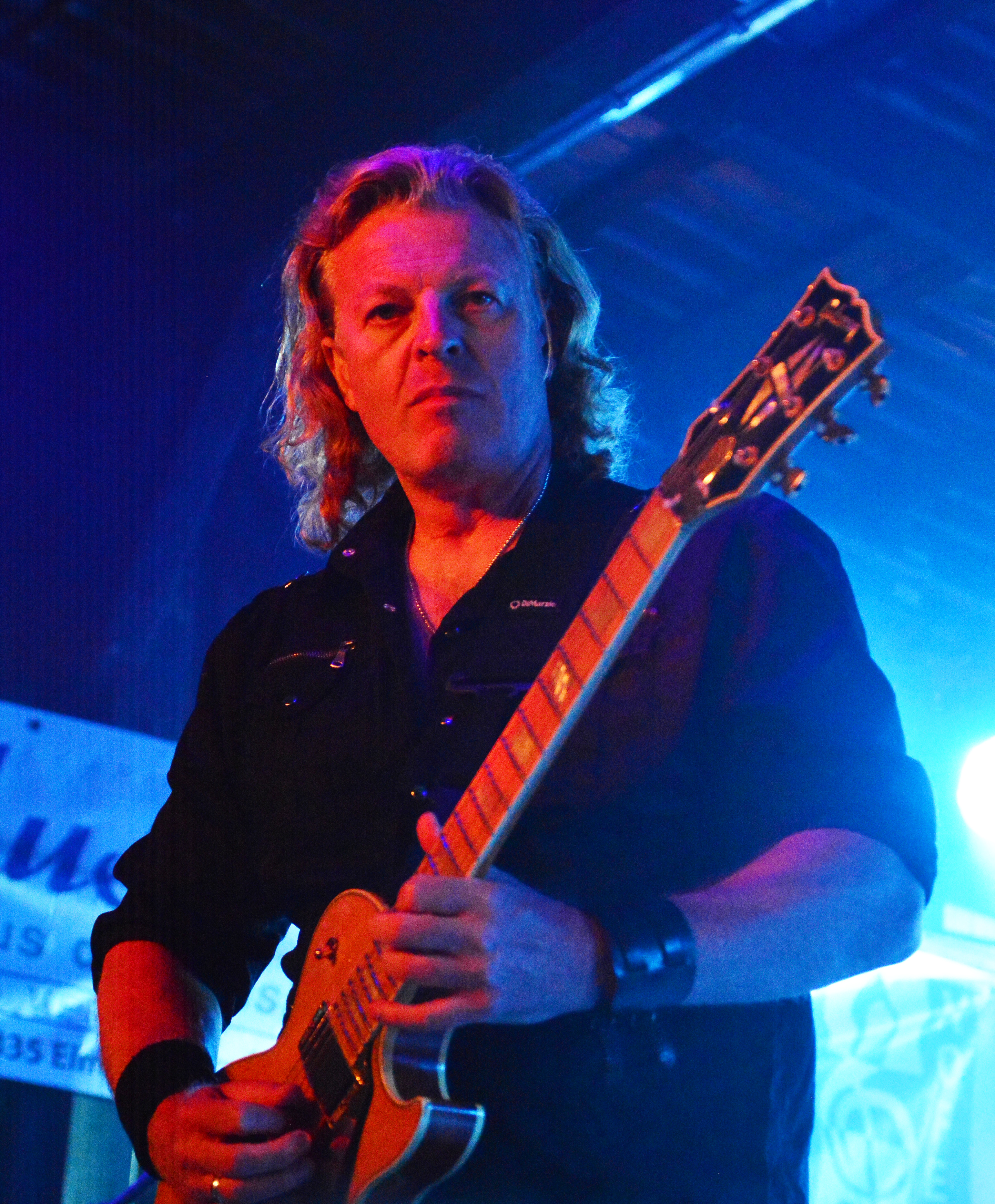
Roland Grapow, 2015

Roland Grapow (* 30. August 1959 in Hamburg) ist ein deutscher Gitarrist und Musikproduzent. Er ist vor allem bekannt durch seine langjährige Mitgliedschaft in der Power-Metal-Band Helloween. Er spielt inzwischen bei Masterplan. Auch hat er zwei Soloalben veröffentlicht.

## Karriere
Grapow begann im Alter von 12 Jahren Gitarre zu spielen. Besonders wurde er von Gitarristen wie Michael Schenker und Uli Jon Roth inspiriert. Er spielte in verschiedenen Bands und nahm schließlich zwei professionelle Alben mit der Band Rampage auf, blieb aber nur bis 1983 dabei und war dann musikalisch weniger aktiv.
Nachdem Kai Hansen bekanntgegeben hatte, dass er Helloween Ende 1988 verlassen wolle, erinnerte sich Michael Weikath an Grapow und rief ihn an. Grapow nahm acht Alben mit der Band auf; zudem veröffentlichte er zwei Solo-Platten. 2001 wurde er gemeinsam mit Uli Kusch wegen persönlicher und musikalischer Differenzen entlassen.
Grapow und Kusch gründeten gemeinsam mit Jørn Lande die Band Masterplan, die sie bereits zuvor als Nebenprojekt geplant hatten. 2015 veröffentlichte Grapow mit der Band Serious Black das Debütalbum As Daylight Breaks. Die Band besteht außer ihm aus Urban Breed (Ex-Tad Morose, Gesang), Dominik Sebastian (Edenbridge, Gitarre), Mario Lochert (Ex-Visions of Atlantis, Bass), Thomen Stauch (Ex-Blind Guardian, Schlagzeug) und Jan Vacik (Ex-Dreamscape, Keyboards).

## Diskografie
| Jahr | Künstler      | Titel                    | Label                 |
| ---- | ------------- | ------------------------ | --------------------- |
| 1980 | Rampage       | Victim of Rock           | Independent           |
| 1982 | Rampage       | Love Lights Up The Night | Independent           |
| 1991 | Helloween     | Pink Bubbles Go Ape      | EMI                   |
| 1993 | Helloween     | Chameleon                | EMI                   |
| 1994 | Helloween     | Master of the Rings      | Castle Communications |
| 1996 | Helloween     | The Time of the Oath     | Castle Communications |
| 1996 | Helloween     | High Live                | Castle Communications |
| 1997 | Roland Grapow | The Four Seasons of Life | Snapper Music         |
| 1998 | Helloween     | Better Than Raw          | Castle Communications |
| 1999 | Roland Grapow | Kaleidoscope             | SPV/Steamhammer       |
| 1999 | Helloween     | Metal Jukebox            | Castle Communications |
| 2000 | Helloween     | The Dark Ride            | Nuclear Blast         |
| 2003 | Masterplan    | Masterplan               | AFM Records           |
| 2005 | Masterplan    | Aeronautics              | AFM Records           |
| 2007 | Masterplan    | MK II                    | AFM Records           |
| 2010 | Masterplan    | Time to Be King          | AFM Records           |
| 2012 | Masterplan    | MK III                   | AFM Records           |
| 2013 | Masterplan    | Novum Initium            | AFM Records           |
| 2015 | Serious Black | As Daylight Breaks       | AFM Records           |
| 2017 | Masterplan    | Pumpkings                | AFM Records           |